# 피의 일요일 (1887년)

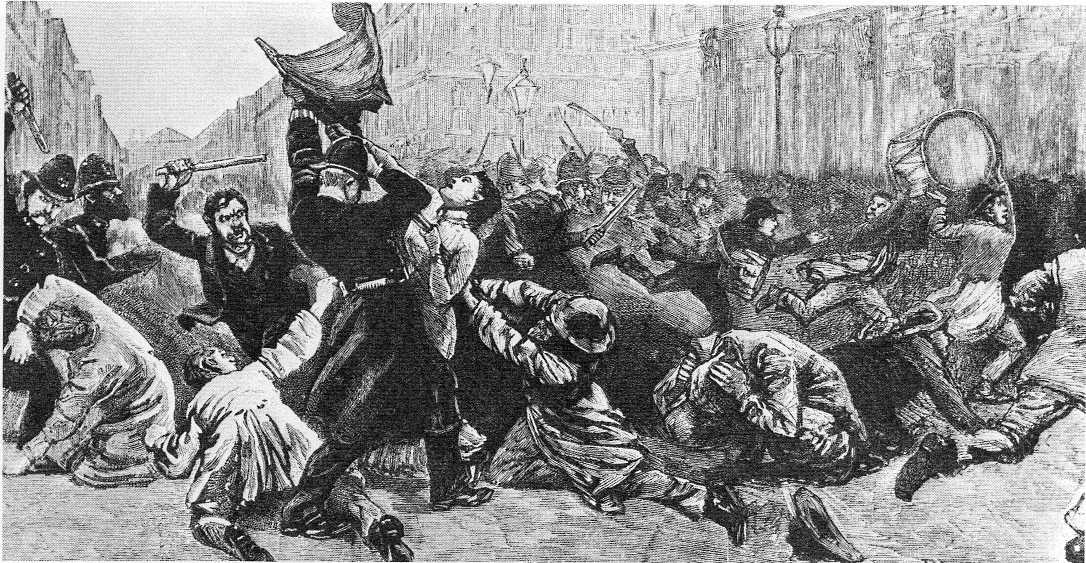
피의 일요일

피의 일요일(영어: Bloody Sunday)은 1887년 11월 13일 런던의 트라팔가 광장에 모인 노동자들이 일으킨 시위를 군경이 폭력으로 진압해 두 명이 사망한 사건에 붙여진 이름이다. 당시 노동자 시위에는 건축가이자 사회주의자인 윌리엄 모리스와 작가 버나드 쇼도 참여하였다.